# Parque Bolívar (Caracas)
El Parque Bolívar o Parque Simón Bolívar es el nombre que recibe un espacio público localizado en parte del antiguo Aeropuerto de la Carlota en el este de Caracas, en la jurisdicción que corresponde a la Parroquia Leoncio Martínez del Municipio Sucre del Estado Miranda al norte de Venezuela. Este conectado con el Parque del este mediante un puente peatonal llamado Independencia. No debe confundirse con la Plaza Bolívar ubicada en otro municipio capitalino. Posee una superficie estimada en 12 hectáreas o 0,12 kilómetros de extensión (en su primera fase). Recibe su nombre en honor del militar y político venezolano Simón Bolívar.

## Historia
Los terrenos del parque inicialmente estuvieron destinados para el uso militar como parte de una Aeropuerto controlado por el gobierno central. Por varios años se debatió el uso que debía darsele al espacio debido a su ubicación en una de las áreas más importantes del área metropolitana de Caracas. Inicialmente se llegaron a presentar propuestas para la construcción de estadios en el área, otro proyecto incluía la construcción de viviendas de interés social, pero todas estas iniciativas fueron rechazadas por los vecinos del sector preocupados por el congestionamiento vehicular y la aparición de otros posibles problemas con la llegada de más personas al área.
Finalmente el gobierno central aprobó el proyecto del Parque Simón Bolívar, cuyas obras comenzaron en 2014. El primer paso consistió en la construcción del llamado Puente Independencia inaugurado en 2018, estructura que conecta el Parque Generalísimo Francisco de Miranda con el Parque Bolívar pasando por encima de la Autopista Francisco Fajardo.
El parque consiste en áreas verdes, y un cuerpo de agua artificial conocido como «Lago Libertad», y algunos espacios para entretenimiento familiar, caminerias, jardines, una torre de escalada, viveros, un estacionamiento, algunos puestos de comida entre otros. La torre de control se adecuó para ser una cafetería y restaurante. A pesar de su apertura al público a principios de 2018, aun existen áreas de la base aérea La Carlota que no sona accesibles pues no se han terminado de ejecutar los proyectos previstos como parte del parque.
En noviembre de 2019 se produjo un estampida durante un concierto del rapero venezolano Neutro Shorty que originalmente se iba a realizar en el Parque del Este pero que suspendido y luego  trasladado al Parque Bolívar. En medio de la confusión en el evento gratuito murieron 3 personas. Inparques encargada de la administración de ambos parques negó haber autorizado el evento. El Fiscal general encargó una comisión para investigar los hechos.

## Límites
- Por el norte: Parque del Este o Parque Generalísimo Francisco de Miranda y la Autopista Francisco Fajardo (Esfera de Soto)
- Por el Sur: Avenida Río de Janeiro, Municipio Sucre del Estado Miranda.
- Por el oeste: Resto de la Antigua Base Aérea de La Carlota y Municipio Chacao.
- Por el Este: Otro sector de la Base Aérea de La Carlota, Municipio Sucre

## Áreas
- La primera fase inaugurada en 2018 consiste en 12 hectáreas e incluye un lago artificial y diversas caminerias y jardines y se encuentra en su totalidad en jurisdicción del Municipio Sucre de Caracas.
- La Base aérea de La Carlota incluyendo la primera fase del Parque Bolívar tiene más de 105 hectáreas la mayoría están cerradas al público en la actualidad. (una parte de esta base esta en el Municipio Chacao y la otra en el Municipio Sucre)

## Galería

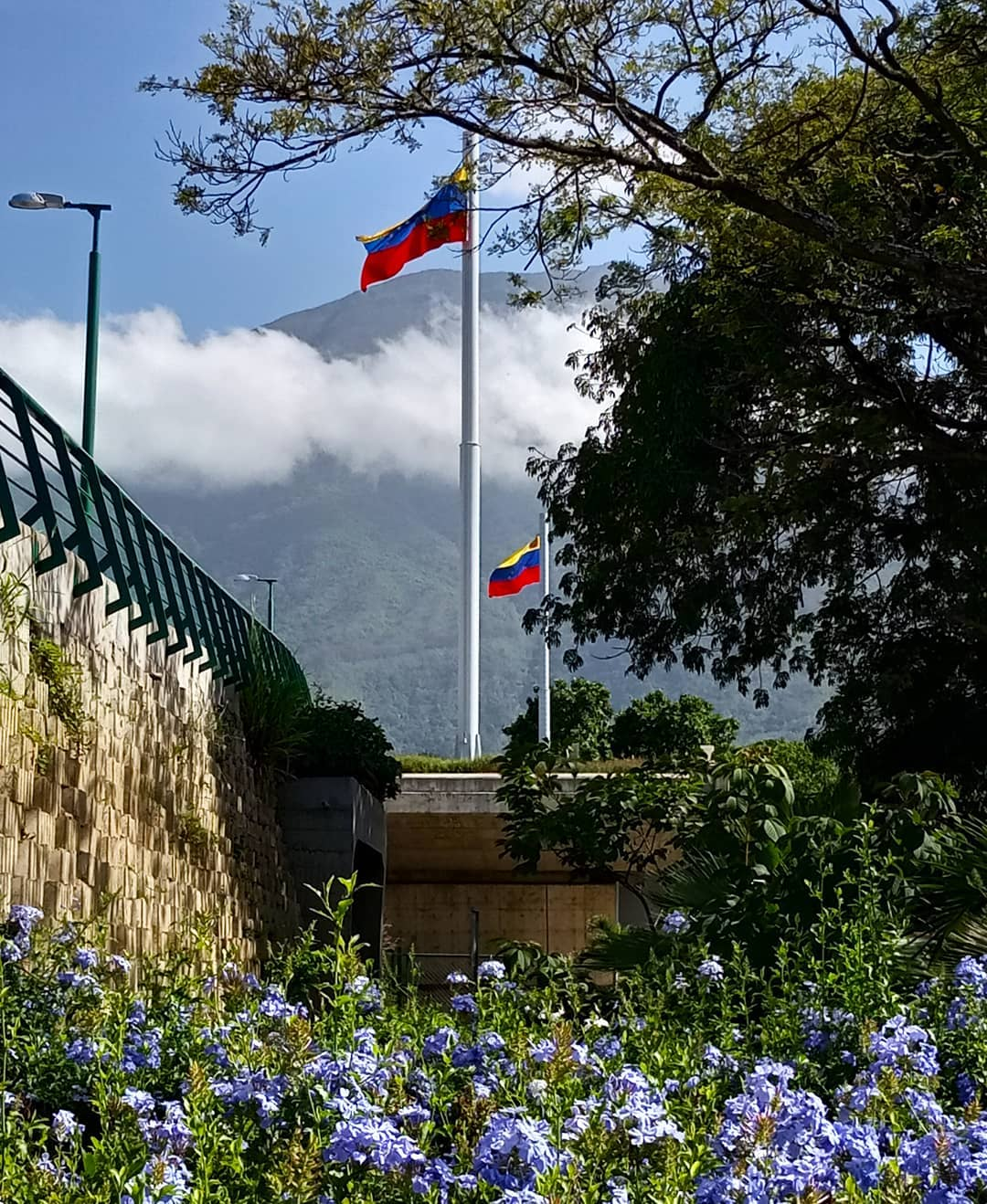
Jardines del Parque
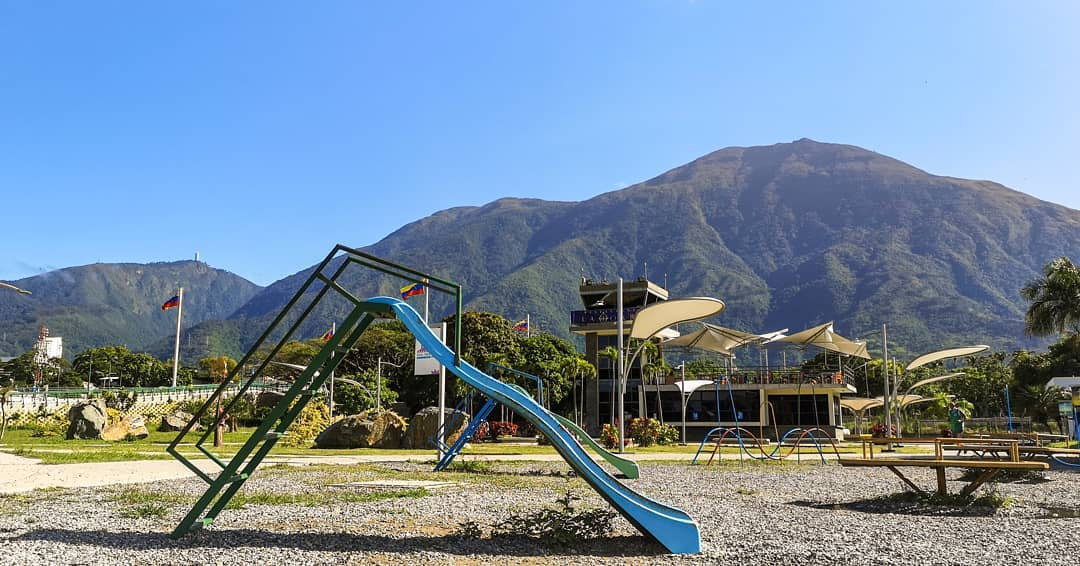
Sector infantil
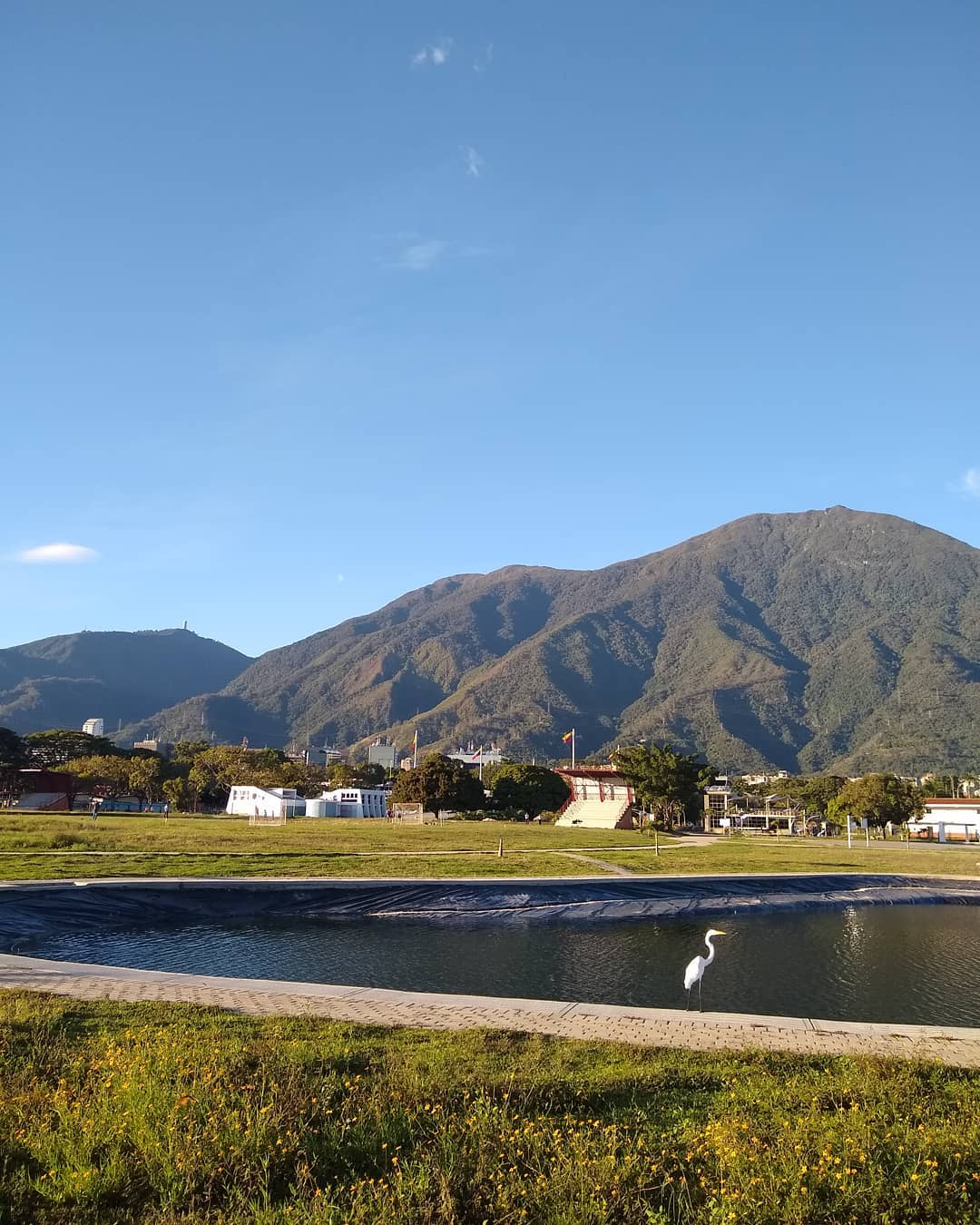
Vista del Cerro El Ávila desde el parque
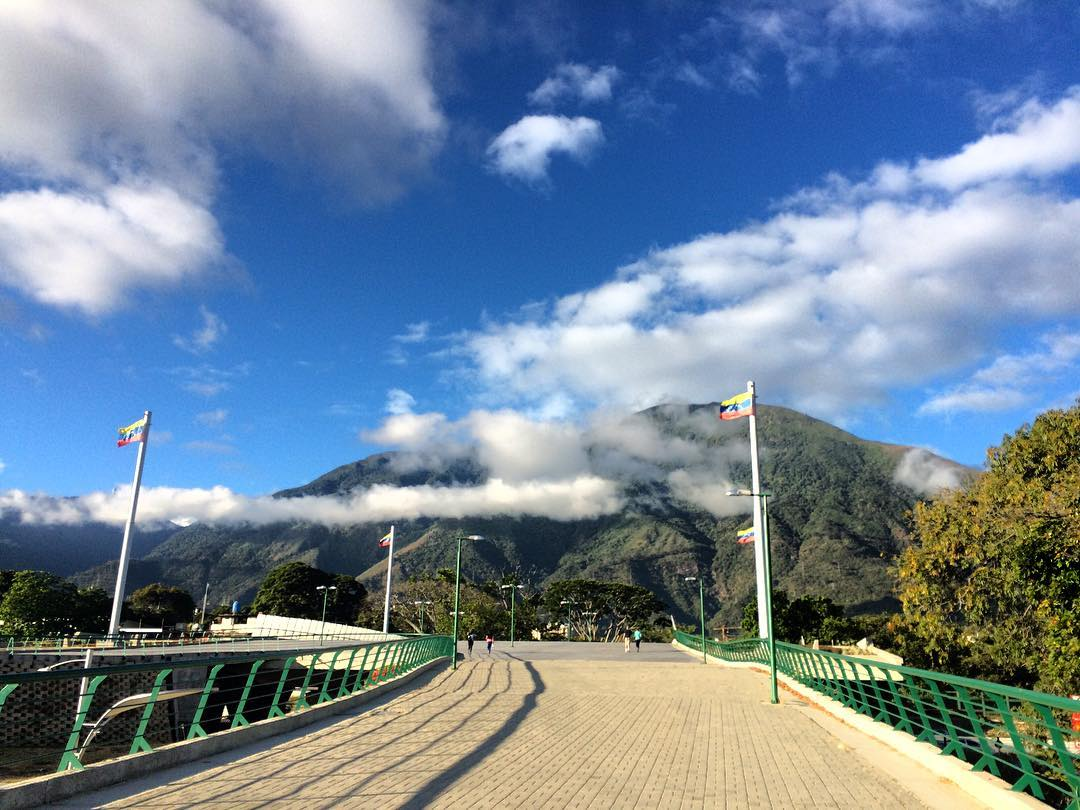
Puente Independencia que conecta el Parque Bolívar con el Parque del Este
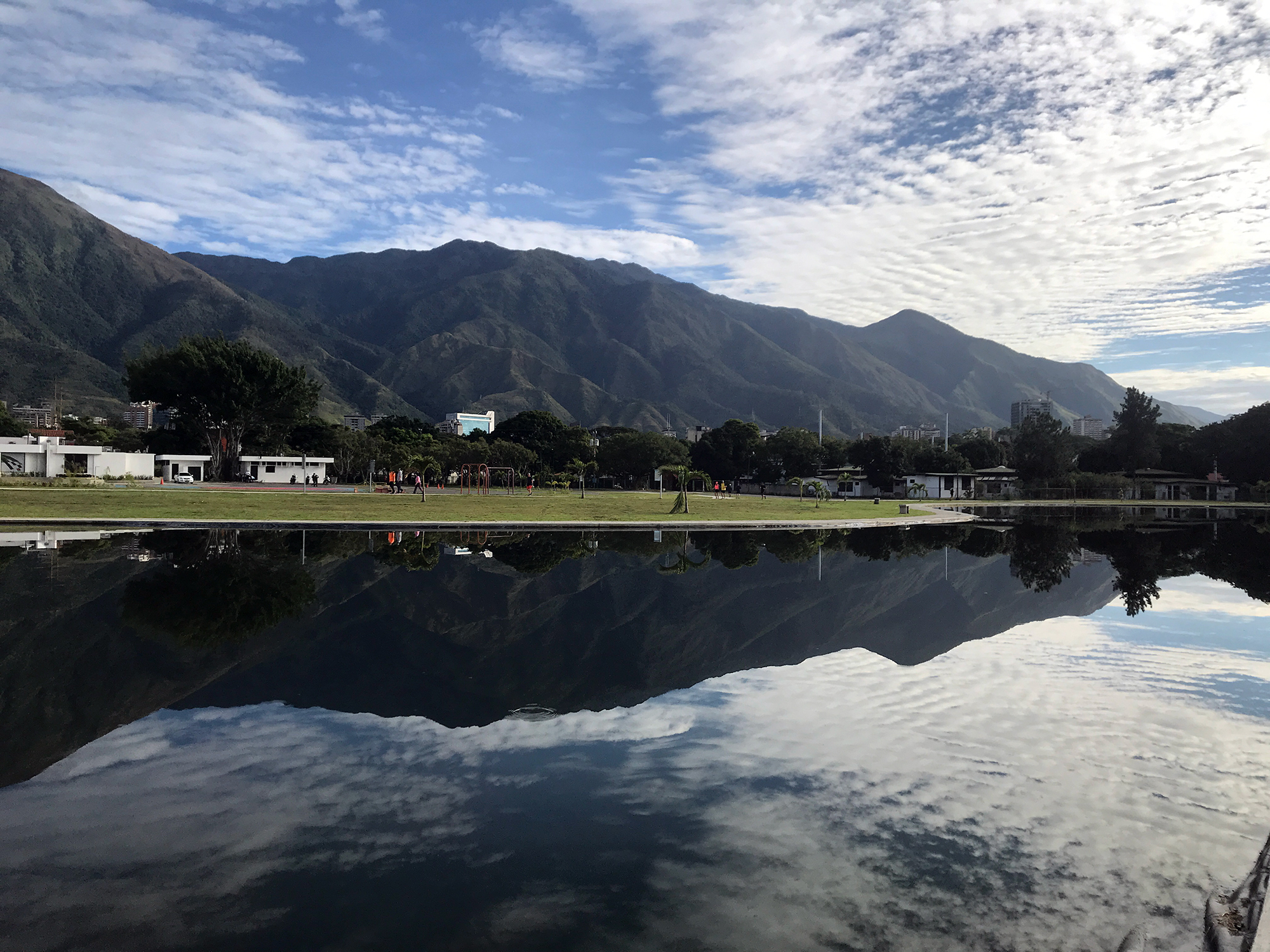
Vista del lado oriental del Cerro El Ávila desde el lago del parque